# Urtjujauratj (Jokkmokks socken, Lappland, 740351-170583)
Urtjujauratj är en sjö i Jokkmokks kommun i Lappland och ingår i Luleälvens huvudavrinningsområde.